# Acrelândia
Acrelândia – miasto i gmina w Brazylii, leży w stanie Acre. Gmina zajmuje powierzchnię 1807,95 km². Według danych szacunkowych w 2016 roku miasto liczyło 14 120 mieszkańców. Położone jest około 80 km na wschód od stolicy stanu, Rio Branco, oraz około 2700 km na zachód od Brasílii, stolicy kraju.
Początki miasta opierają się na projektach kolonizacji stanu Acre rozpoczętych w latach 80. XX wieku. Wówczas zaczęto wytyczać działki, rozpoczęto budowę mieszkań oraz zakładano plantacje kauczukowca i kakaowca. Populacja miejscowości składa się głównie z rodzin rolników, którzy wyemigrowali z innych regionów Brazylii, zwłaszcza z południa tego kraju.
W 2014 roku wśród mieszkańców gminy PKB per capita wynosił 15 050,17 reais brazylijskich.